# Plan Progreso para Bolivia-Convergencia Nacional
Plan Progreso para Bolivia - Convergencia Nacional (PPB-CN) fue una alianza política boliviana de centroderecha creada para participar en las elecciones generales de 2009.

## Historia
La coalición fue creada mediante una reunión en la Zona Sur de La Paz el 4 de septiembre de 2009 por los siguientes partidos:
- Nueva Fuerza Republicana (NFR), representada por Manfred Reyes Villa.
- Plan Progreso para Bolivia (PPB), representado por José Luis Paredes, exprefecto del departamento de La Paz.
- Autonomía para Bolivia (APB), encabezada por Luis Alberto Serrate Middagh.
- Partido Popular (PP), liderado por Pablo Nicolás Camacho Bedregal.
- Movimiento Nacionalista Revolucionario (MNR), liderado por Guillermo Bedregal Gutiérrez.[6]

En las elecciones de 2009, su candidato presidencial fue Manfred Reyes Villa, exlíder de la Nueva Fuerza Republicana, exprefecto del departamento de Cochabamba y exalcalde de Cochabamba. Otras figuras prominentes fueron Leopoldo Fernández, el encarcelado exprefecto del departamento de Pando que fue candidato a la vicepresidencia; y Germán Antelo, expresidente del Comité Pro Santa Cruz, quien encabezó la lista senatorial en el departamento de Santa Cruz.
El partido resultó en segundo lugar en la elección presidencial de 2009, con la dupla Reyes Villa-Fernández obteniendo 1212795 votos (26,46% de los votos válidos). El partido se convirtió en la segunda mayor fuerza en la Asamblea Legislativa Plurinacional de Bolivia con 37 diputados (de un total de 130) y 10 senadores (de un total de 36).
La coalición no siguió existiendo para las elecciones generales de 2014, y varios de sus senadores electos señalaron a fines de 2013 que su rol había finalizado.
Su sucesor como cabeza de la oposición al gobierno de Evo Morales fue la coalición Unidad Demócrata.